# SNCF X 4300

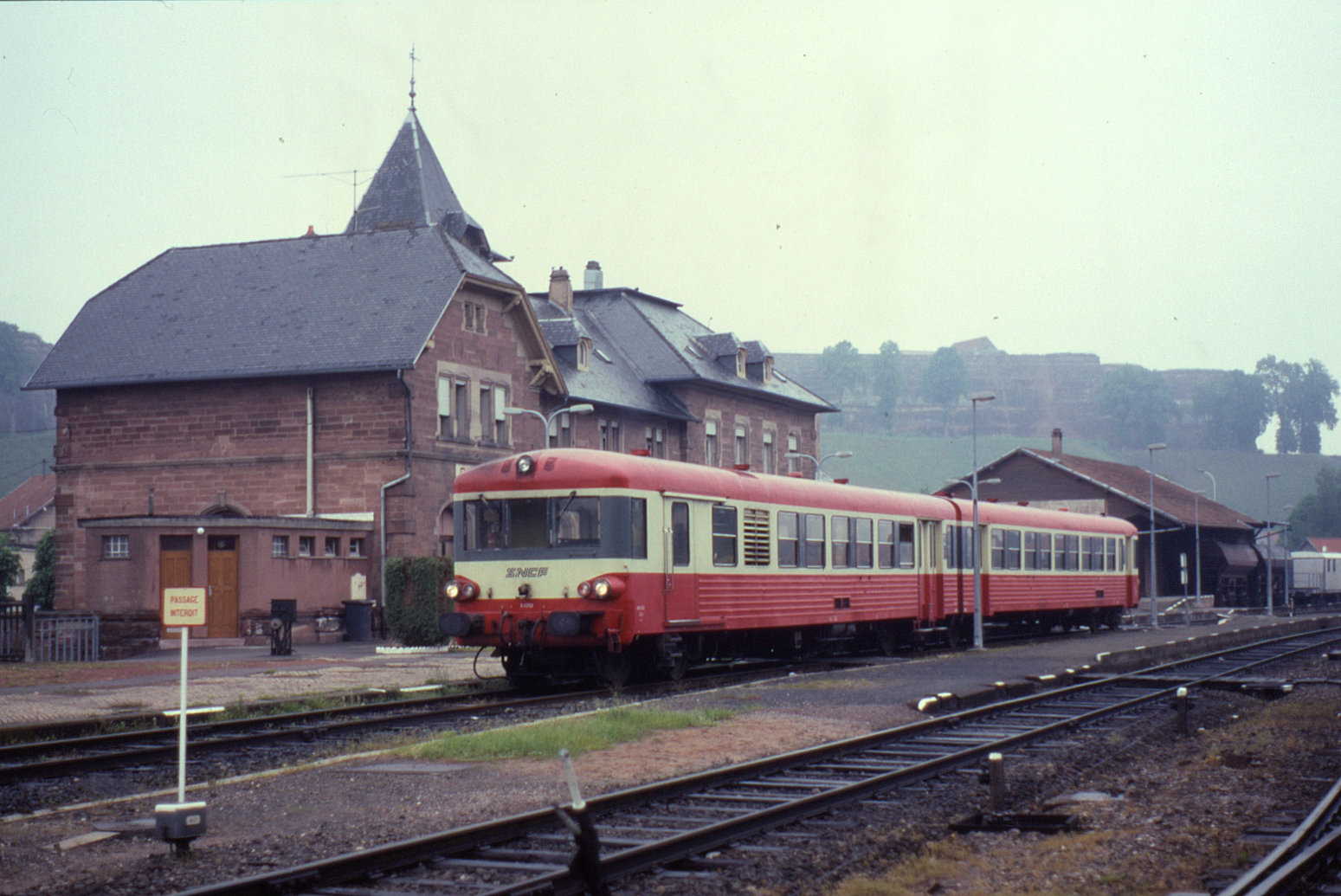
X 4352 mit Steuerwagen XR 8339 in Bitsch, 1991

Die Baureihe X 4300 der französischen Staatsbahn SNCF war eine Serie zweiteiliger Dieseltriebwagen, die sich von 1963 bis 2009 im Planeinsatz befand. Mit den Fahrzeugen der Baureihen X 4500, X 4630, X 4750 und X 4900 zählte sie zur Familie der – aufgrund des Motorengeäusches – sogenannten Caravelles, die sämtlich bei den Ateliers de construction du Nord de la France (ANF) gebaut wurden.

## Geschichte

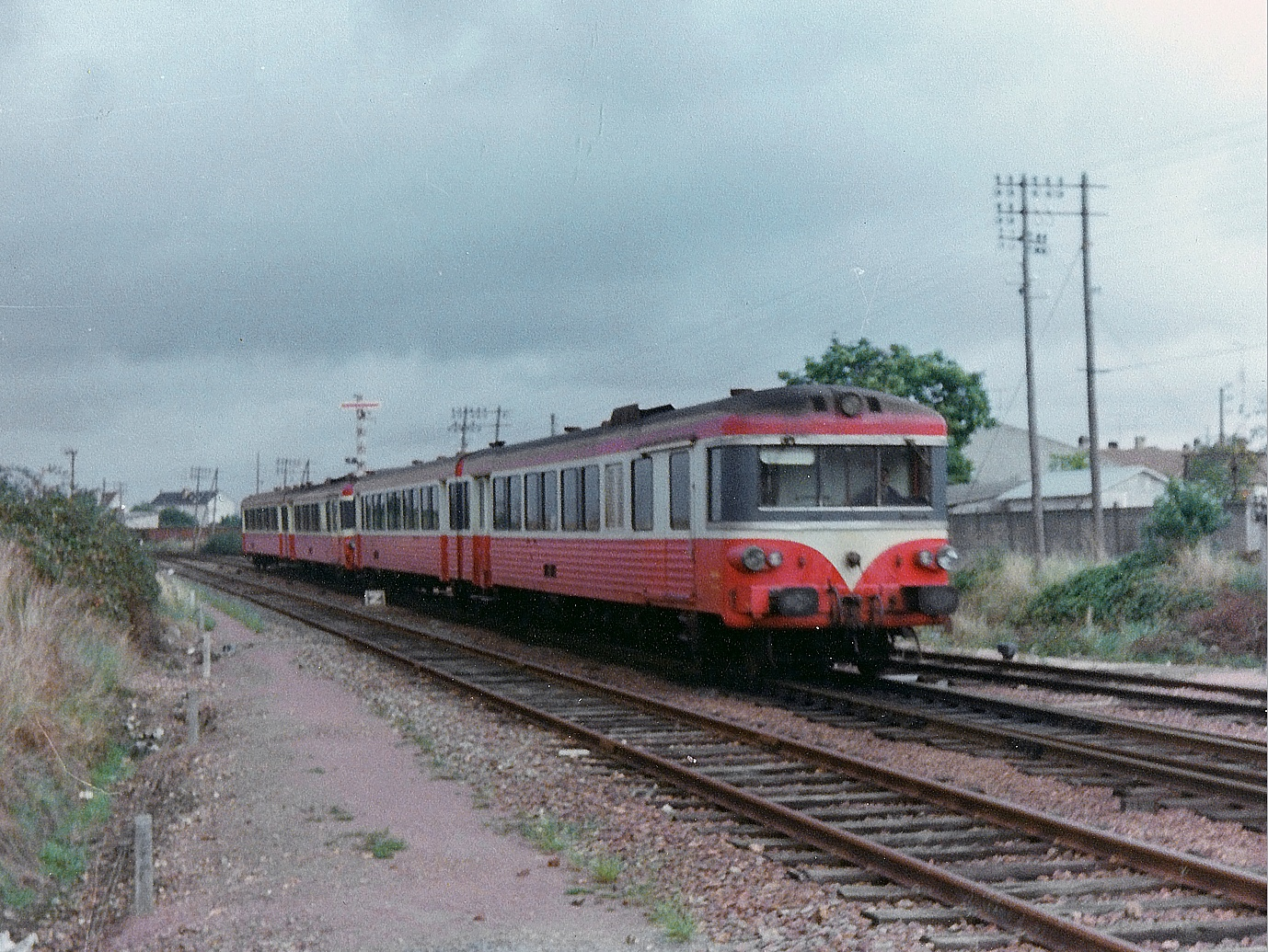
Doppeltraktion in abweichender Frontlackierung in Illiers-Combray, 1988

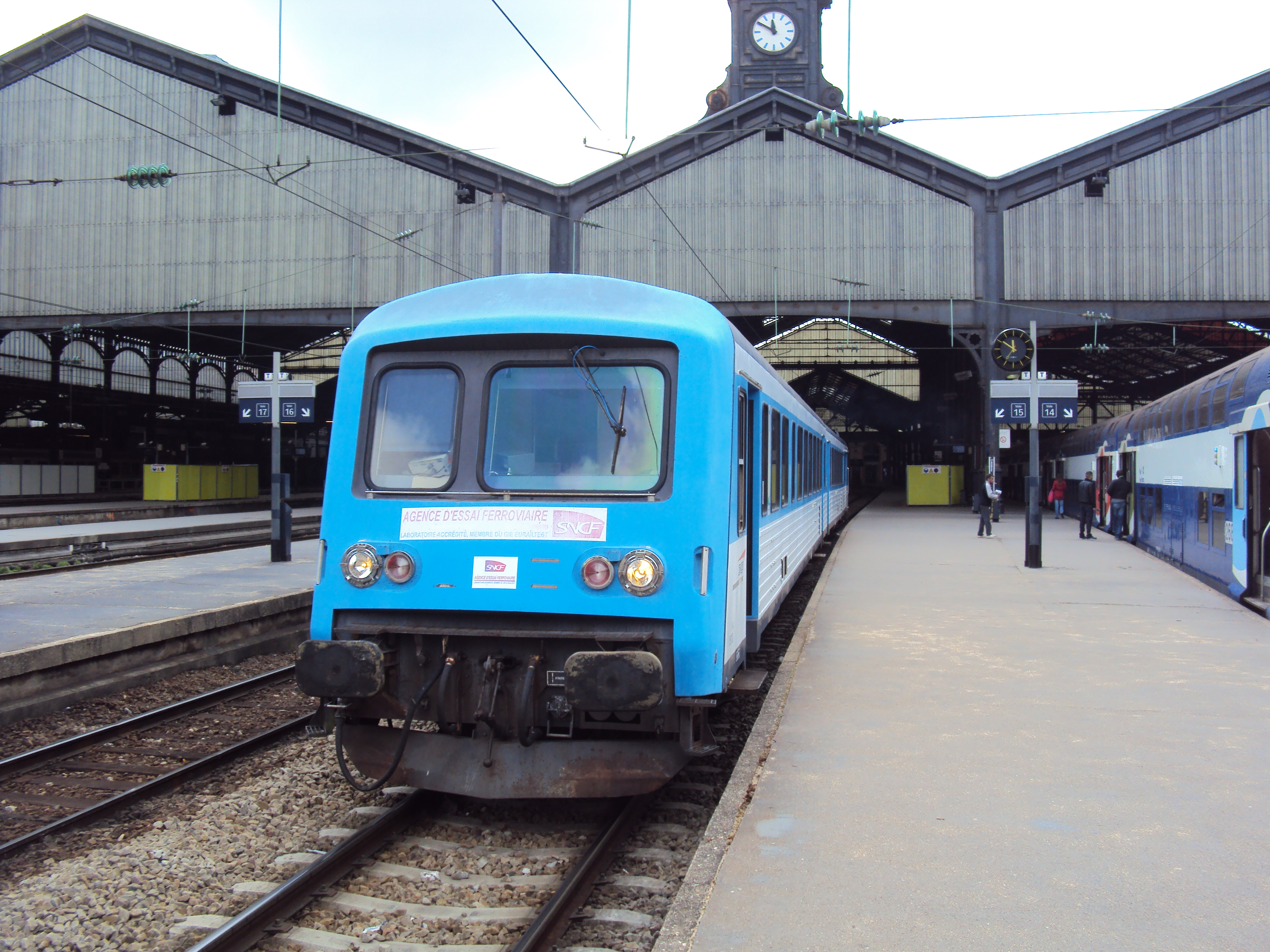
X 4391 nach Umbau mit neuer Front im Bahnhof Paris-Saint-Lazare, 2012

### Ursprungsausführung
151 Fahrzeuge dieser Baureihe wurden zwischen Mai 1963 und Dezember 1970 in Dienst gestellt, sie erhielten die Betriebsnummern X 4301 bis X 4451. Jeweils ein vierachsiger Triebwagen mit nur einem Führerstand war mit einem gleichartigen Steuerwagen (Baureihe XR 8300) fest gekuppelt, ein Gummiwulstübergang verband die beiden Wagenkästen. Der 35,2 t schwere Triebwagen verfügte über 60 Sitzplätze der 2. Wagenklasse und ein Gepäckabteil, er war wie der Steuerwagen über Puffer 21 240 mm lang. Der Steuerwagen wog 23,4 t. Er war zweiklassig, je nach Ausführung standen 12 oder 24 Plätze der 1. Klasse und 60 bzw. 49 Plätze der 2. Klasse zur Verfügung.
Der von Poyaud stammende Sechszylinder-Dieselmotor C 6150 SR T des Triebwagens leistete 295 kW. Als Boxermotor konnte er unter dem Boden des Triebwagens angebracht werden. Das mechanische Achtganggetriebe stammte von De Dietrich, aus der für einen Gangwechsel benötigten Zeit resultierte ein geringes Beschleunigungsvermögen. Die Höchstgeschwindigkeit betrug 120 km/h.
Anders als die meisten französischen Triebfahrzeuge erhielten die X 4300 ein Dreilicht-Spitzensignal. Trieb- und Steuerwagen waren ursprünglich rot mit einem cremefarbenen Fensterband lackiert. Mit den anderen „Caravelle“-Baureihen konnten die X 4300 in Mehrfachtraktionen von maximal drei Einheiten verkehren.

### Umbau
Angesichts des Komforts der Corail-Wagen und TGV-Hochgeschwindigkeitszüge erschien in den 1980er Jahren ein Umbau der im Anschluss verkehrenden „Caravelles“ wünschenswert. 39 Einheiten wurden modernisiert, wobei sie zum besseren Schutz des Triebfahrzeugführers verstärkte Fronten erhielten. Das Gewicht der Trieb- und Steuerwagen stieg um jeweils ca. 4 t, über Puffer wurden die Wagenkästen 21 740 mm lang. Verbessert wurden u. a. auch die Sitze, und jede Region konnte über die Lackierung der dort verkehrenden Fahrzeuge bestimmen: zur Auswahl standen die Farben Blau, Grün, Rot und Gelb. Die Triebwagen X 4351, X 4371 und X 4382 erhielten neue Motoren von Saurer, wurden der Baureihe X 4500 zugeordnet und in X 4624, X 4625 und X 4626 umnummeriert.

### Rames Automotrices Postales
Ende der 1970er Jahre versuchte die SNCF, mit der zunehmenden Konkurrenz durch LKW und Flugzeuge im Postverkehr schrittzuhalten. Neben dem Projekt TGV postal für den Hochgeschwindigkeitsverkehr über die LGV Sud-Est wurden Posttriebwagen für die klassischen Bahnstrecken entwickelt. Acht Doppeltriebwagen entstanden aus Umbauten von Dieseltriebzügen der Baureihen X 4300 und X 4500. Die Seitenfenster des Fahrgastraums wurden verschlossen, sechs vormalige Einstiege zu Ladeöffnungen mit Schiebetüren umgebaut. Die Inneneinrichtung wurde für die Aufnahme von bis zu 66 Postcontainern angelegt.
Die Leistung der als Rames Automotrices Postales (RAP) bezeichneten Fahrzeuge wurde von 330 kW auf 440 kW gesteigert, die Höchstgeschwindigkeit von 120 km/h auf 140 km/h angehoben. Die bislang cremefarbenen Flächen der Fensterbänder wurden gelb lackiert und jeder Wagenkasten seitlich mit der Aufschrift POSTES und dem Logo des Postunternehmens Postes, télégraphes et téléphones (PTT) versehen. Ein geplanter Umbau von elektrischen Z2-Triebzügen zu Postfahrzeugen wurde hingegen nicht verwirklicht.
Der erste dieser Posttriebzüge verkehrte am 26. April 1979 zwischen Paris und Caen. 1993 endete ihr Einsatz, woraufhin die Triebwagen für den Personenverkehr rückgebaut und mit anderen Steuerwagen der Baureihe X 4750 zugeordnet wurden.

### Turbine à gaz spéciale

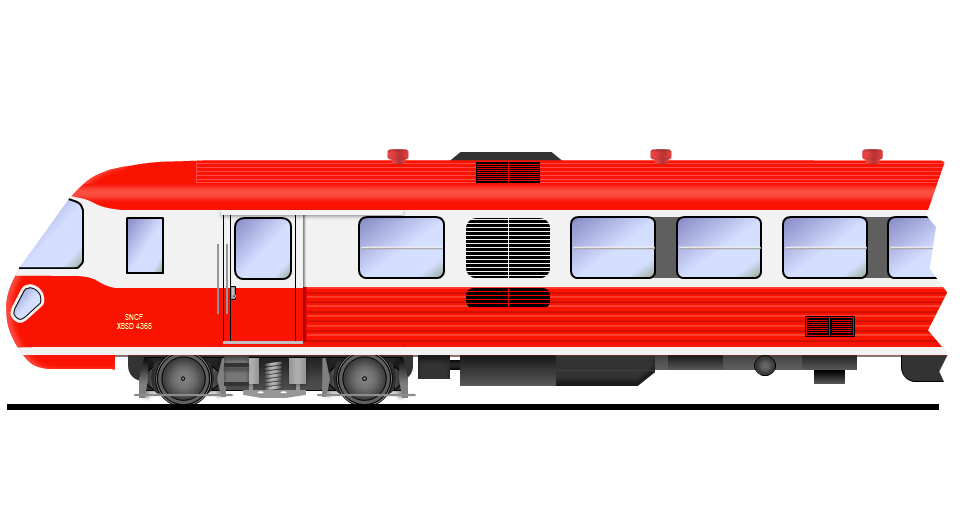
Triebwagen X 4365 mit vorgebautem aerodynamisch gestalteten Kopf

Der Triebwagen X 4365 und der Steuerwagen XR 8579 wurden ab Oktober 1966 zu einem Versuchsfahrzeug für den Hochgeschwindigkeitsverkehr umgebaut und am 25. April 1967 an die SNCF übergeben. Zu diesem Zweck wurde im bisherigen Steuerwagen eine 810 kW leistende Gasturbine des Typs Turmo III C3 von Turbomeca eingebaut, wie sie in Hubschraubern des Typs Super Frelon Verwendung fand. Damit wurde der Steuer- zum Triebwagen mit der neuen Betriebsnummer XAS 2061, der X 4365 behielt seinen Dieselmotor. Beide Fahrzeuge wurden fest gekuppelt und mit neuen Drehgestellen der Bauart Y214 ausgestattet; der so entstandene neue Triebzug erhielt an den äußeren Enden aerodynamisch vorteilhaft geformte Köpfe vorgebaut, wobei die bisherigen Fronten unverändert blieben.
Der zunächst  TGV (für Turbine à grande vitesse) genannte Triebzug wird heute als TGS (Turbine à gaz spéciale) bezeichnet, da das Akronym TGV dem Train à grande vitesse vorbehalten ist. Am 13. Juni 1967 überschritt er erstmals die Geschwindigkeit von 230 km/h, am folgenden 20. Juni stellte er mit 236 km/h einen neuen Weltrekord für thermisch angetriebene Schienenfahrzeuge auf. Insgesamt legte er 240.000 km bei Geschwindigkeiten zwischen 200 km/h und 250 km/h zurück. Die gewonnenen Erkenntnisse flossen in die Konstruktion des ETG-Turbotrains ein, von dem in den Jahren 1969/70 zehn Exemplare gebaut wurden.
Nach dem Abschluss der Versuche wurde der Triebzug in einen als TA 101 / TAD 102 bezeichneten Sonderzug umgebaut und seine Farbgebung jener der ETG angeglichen. Fortan führte er nur noch die klimatisierte 1. Wagenklasse mit Salonecke, Küche und Lautsprecheranlage. Die zulässige Höchstgeschwindigkeit des nach wie vor mit 1140 kW motorisierten Fahrzeugs wurde auf 160 km/h reduziert. In Ermangelung entsprechender Nachfrage wurde es 1984 abgestellt und 1990 verschrottet.

## Verbleib
Sämtliche Fahrzeuge der Baureihe wurden bis 2009 ausgemustert, die letzten sechs Einheiten wurden nach 2008 vom Betriebswerk Tours-Saint-Pierre eingesetzt. X 4391 steht nun bei der Supervision technique de flotte (STF) als Bahndienstfahrzeug in Betrieb, X 4395 existiert bei der Museumsbahn Train Thur Doller Alsace im elsässischen Cernay fort.

## Schwester- und Nachfolgebaureihen

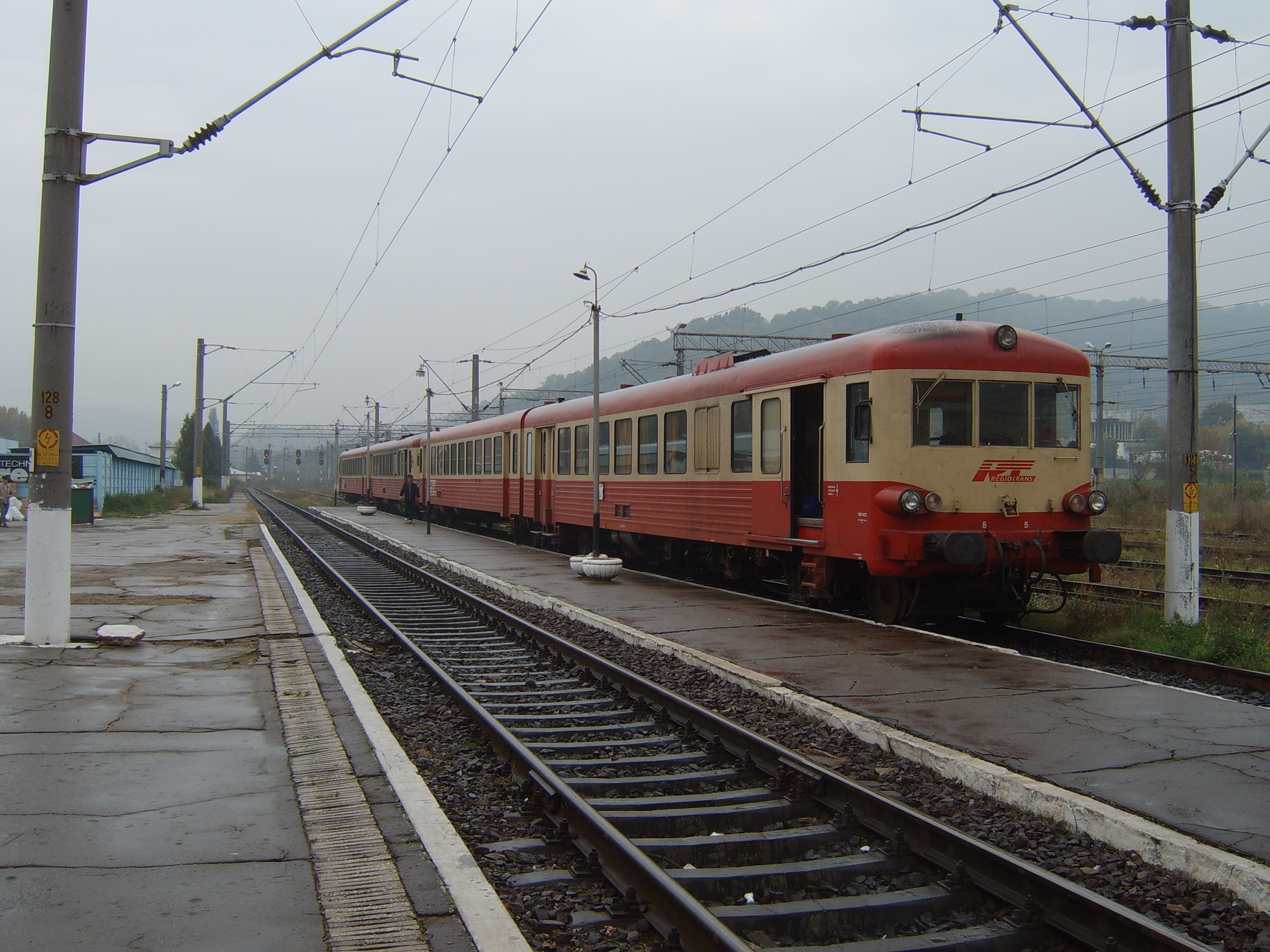
Zwei von Regiotrans gebraucht erworbene X 4500 in Rumänien, 2007

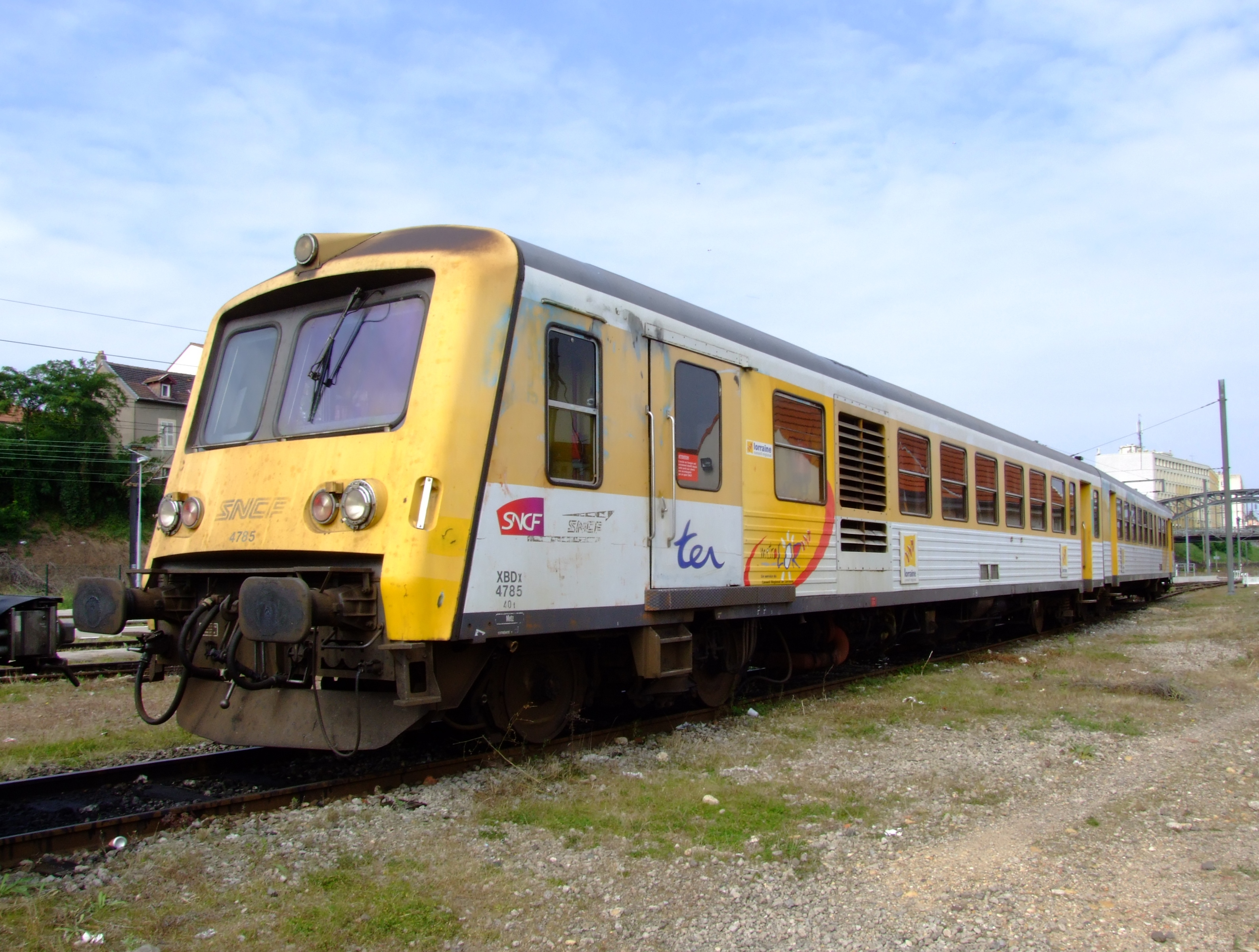
Modernisierter X 4785 in kanariengelb-weißer Farbgebung in Metz, 2008

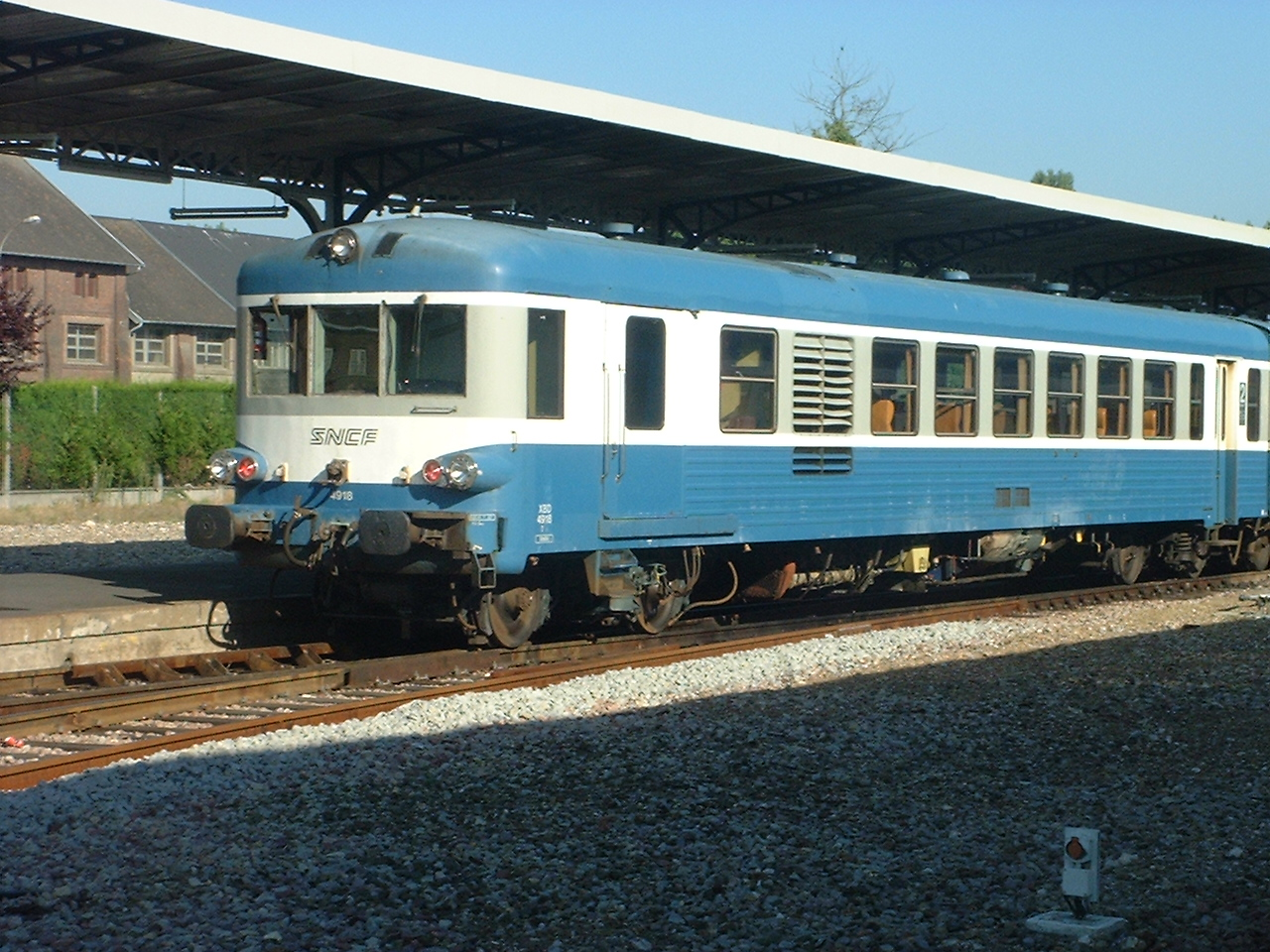
X 4918 in Dieppe, 2003

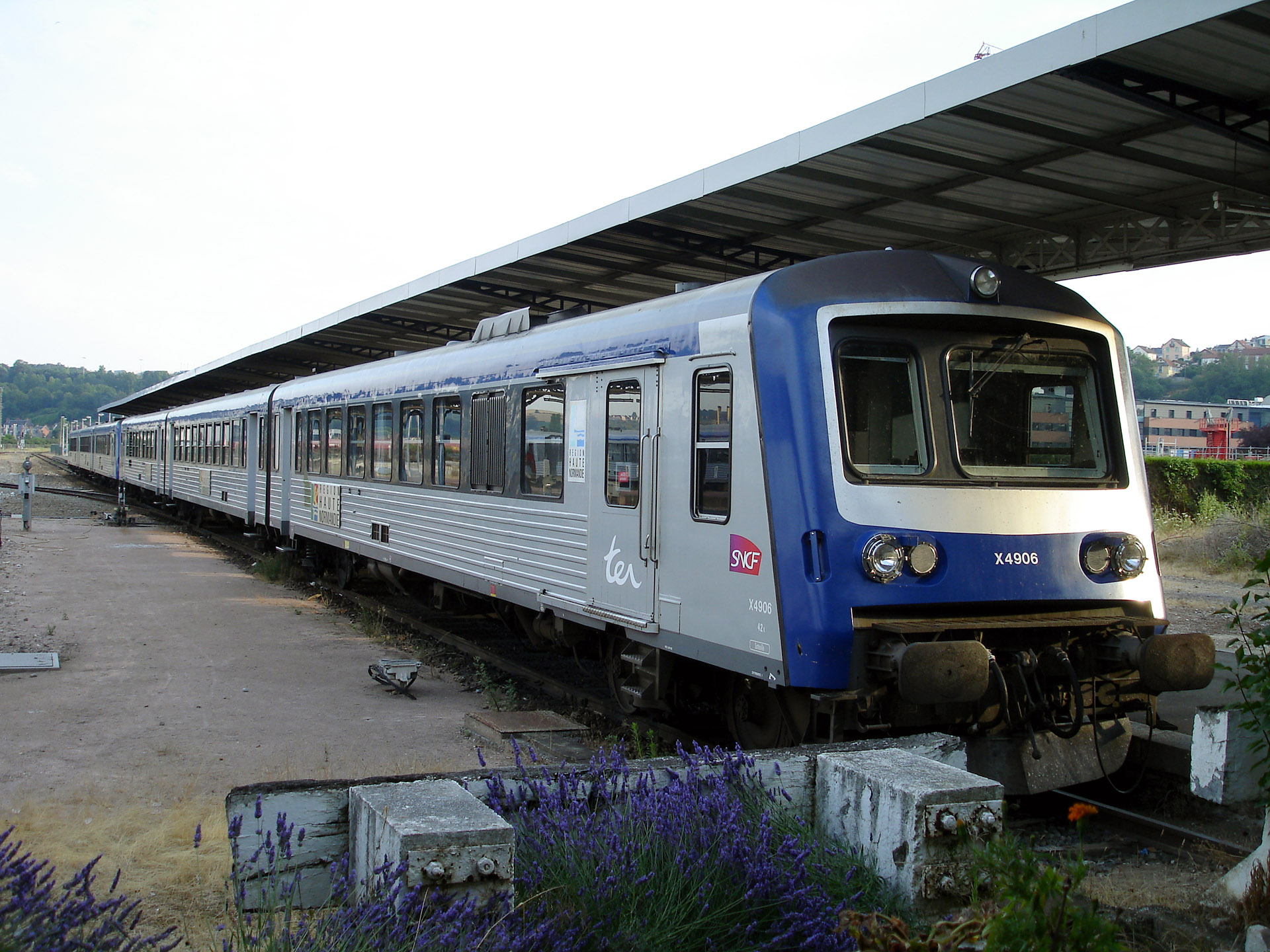
Zwei modernisierte X 4900 in Dieppe, 2010

### X 4500
Mit dem X 4500 entstand zur gleichen Zeit eine Baureihe (1. Indienststellung im Februar 1963), deren 126 Exemplare – drei Umbauten aus X 4300 eingeschlossen – sich von den X 4300 nur unwesentlich unterscheiden. Statt des Poyaud-Motors erhielten sie einen Dieselmotor des Typs Saurer SDHR mit identischer Leistung. Das Fahrzeug X 4609 erhielt 1996 nachträglich einen dieselhydraulischen Antrieb und wurde als X 4743 der Baureihe X 4630 zugeordnet.
14 Einheiten wurden modernisiert, die letzten zwei wurden 2010 vom Betriebswerk Longueau aus eingesetzt. Acht dieser Fahrzeuge sind heute bei touristischen Bahnen beheimatet, 19 wurden an Regiotrans in Rumänien verkauft.

### X 4630
Die zwischen Februar 1971 und Juli 1977 in Betrieb genommenen 113 Einheiten der Baureihe X 4630 unterscheiden sich von den X 4500 durch ein Voith-Turbogetriebe T420r mit hydraulischer Leistungsübertragung. 19 Fahrzeuge wurden grundlegend umgebaut, 21 weitere ohne Veränderungen der Fronten zwischen 1985 und 1987 im Ausbesserungswerk Atéliers du Mans modernisiert.
Das Einzelexemplar X 94630 (mit dem Steuerwagen XR 94630) entspricht weitgehend der Bauart X 4630, hat jedoch kein Abteil erster Klasse. Das blau mit gelbem Fensterband lackierte Fahrzeug wurde 1978 vom Syndicat intercommunal des transports publics (S.I.T.P.) Cannes-Ranguin für die Bahnstrecke Cannes–Ranguin erworben und nach deren Einstellung im Jahr 1995 an die SNCF verkauft, wo es unter der Betriebsnummer X 4744 eingereiht wurde.

### X 4750
Die Baureihe X 4750 stellt die vierte und letzte Bauart der zweiteiligen „Caravelles“ dar. Die ersten 40 Einheiten entstanden 1977 und 1978 mit Motoren des Typs Saurer S1 DHR, die 412 kW leisten. Sie sind 140 km/h schnell und 39,5 t (Triebwagen) bzw. 25,0 t (Steuerwagen) schwer. Die hydraulischen Getriebe des Typs T420r stammen von Voith. Zahlreiche Triebwagen dieser Serie wurden modernisiert, wobei sie das dritte Spitzenlicht verloren.
Die sieben Triebwagen  X 4790 bis X 4796 aus dem Jahr 1981 wurden durchwegs modernisiert. Sie unterschieden sich nur geringfügig, hauptsächlich durch die Zahl der Sitzplätze und die Größe des Gepäckabteils, von den vorhergehenden 40 Exemplaren. Die umgebauten ehemaligen Posttriebwagen X 97450 bis X 97454, X 97456 und X 97457 wurden zwischen 1996 und 1998 als X 4797 bis X 4803 in die Serie eingereiht.

### X 4900
Beim X 4900 handelt es sich um ein dreiteiliges Fahrzeug, bei dem ein Beiwagen zwischen zwei Triebwagen läuft. Die 590 kW starken Triebzüge waren von Anfang an in Blautönen lackiert, sie waren von 1975 bis 2016 im Einsatz.